# Майлс, Джордж

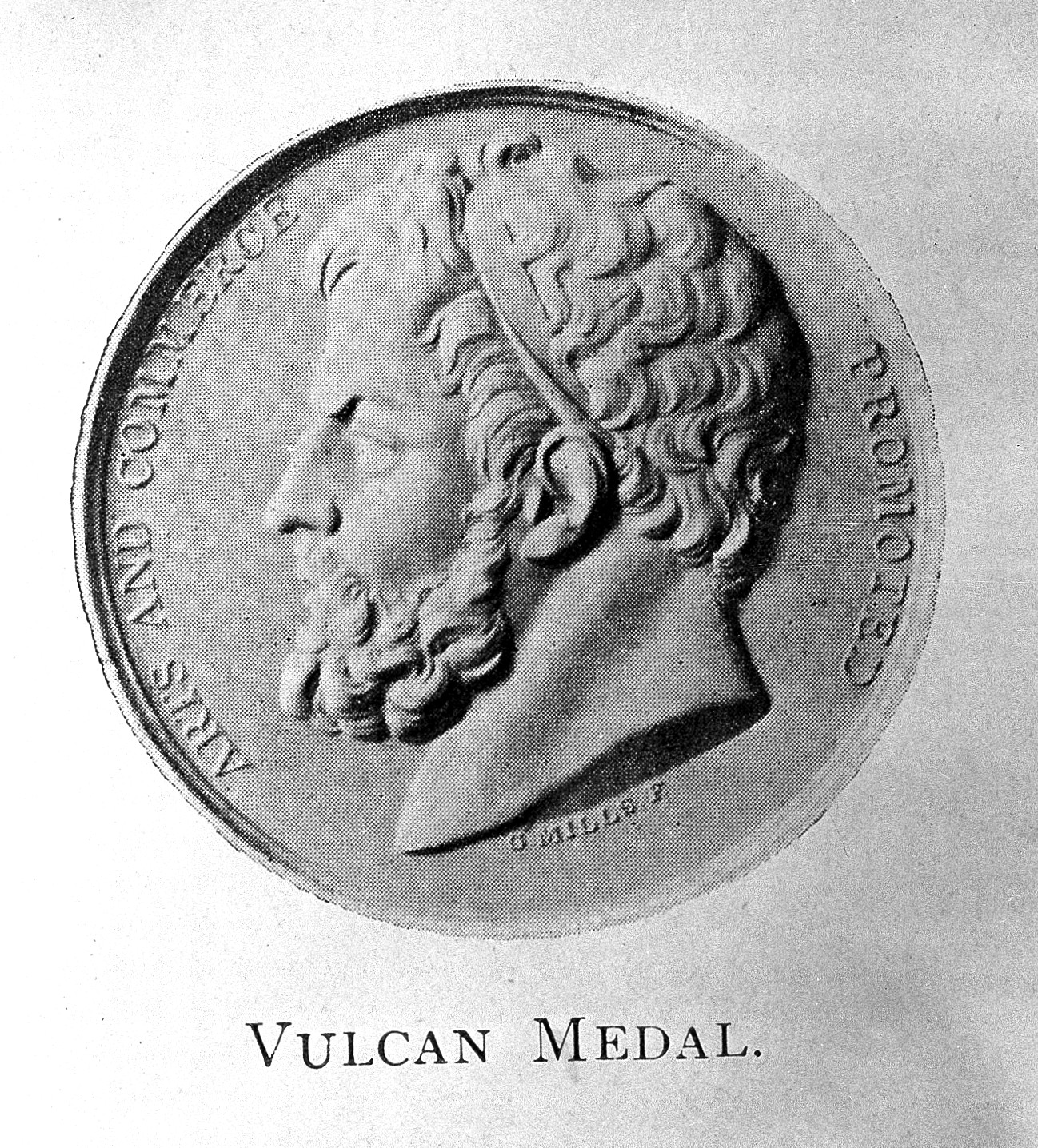
Медаль «Вулкан», подпись «G MILLS F»

Джордж Майлс (англ. George Mills, 1792 или 1793 — 28 января 1824, Бирмингем) — английский медальер.

## Биография
Работал на монетном дворе Сохо в Бирмингеме. В 1816—1823 годах участвовал в выставках Королевской академии художеств в Лондоне.
По заказу Королевского монетного двора выполнил ряд штемпелей пробных монет, в том числе кроны с портретом Георга IV. Создал ряд портретных медалей и медалей в честь событий своего времени, из которых наиболее известны медали: с портретами адмиралов Джервиса (1797) и Смита (1799), генерала Пиктона (1813), инженера и изобретателя Уатта (1819), в честь ссылки Наполеона I на остров Святой Елены (1815), медаль Королевского астрономического общества с портретом Ньютона (1822).
Свои работы подписывал «MILLS F» или «G MILLS F».
Работы медальера хранятся в Национальном морском музее и Британском музее.